# Association Sportive et Culturelle Jeanne d'Arc
Association Sportive et Culturelle Jeanne d'Arc ou ASC Jeanne d'Arc é um clube Senegalês de futebol situado na cidade de Dakar. Todos os jogos do clube são realizados no Estádio Léopold Sédar Senghor.

## Títulos Conquistados
- Senegal Premier League: 10

1960, 1969, 1973, 1985, 1986, 1988, 1999, 2001, 2002, 2003
- Senegal FA Cup: 6

1962, 1969, 1974, 1980, 1984, 1987
- Senegal Assemblée Nationale Cup: 3

1986, 1989, 2001
- CAF Cup: 0

Finalist : 1998
- French West African Cup: 2

1951, 1952

## Ídolos do Clube
- Narcisse Yaméogo
- Oumar Dieng
- Sekou Keita
- Bilal Sidibé
- Pape Samba Ba
- Kébé Baye
- Abdoulaye Diagne-Faye
- Lamine Diarra
- Baba Diawara
- Birahim Diop
- Papa Malick Diop
- Pape Mamadou Diouf
- Pascal Mendy
- Roger Mendy
- Assane N'Diaye
- Mamoutou N'Diaye
- Sidath N'Diaye
- Dame N'Doye
- Issa N'Doye
- Ousmane N'Doye
- Khalidou Sissokho